# Giambattista Ragusa
Giambattista Ragusa († 9. November 1727 in Palermo) war ein italienischer Bildhauer des Barock auf Sizilien.
Als Bildhauer war er fast ausschließlich in Palermo tätig, dort soll er 1727 jung gestorben sein. Seine Ausbildung genoss er in Rom bei dem aus Palermo stammenden Bildhauer Pietro Papaleo (um 1642–1718) und bei Pietro Francese. Gemeinsam mit anderen Künstlern, unter ihnen Cristoforo Milanti, arbeitete er 1715/16 an zwei Lisenen im Presbyterium der Chiesa del Gesù. Für die Basilika San Francesco d’Assisi schuf er nach Entwürfen von Paolo Amato zwischen 1716 und 1627 acht Statuen von Heiligen. 1724 und 1725 entstanden für die Balustrade des Domvorplatzes die Marmorskulpturen der Heiligen Josef, Petrus, Paulus und Francesco di Paolo. Von seiner Hand stammen ein Marmorflachrelief mit der Krönung des Viktor Amadeus von Savoyen in der Vorhalle des Doms (1713) sowie für die Cappella di San Francesco di Paolo eine Statue des Titelheiligen und drei Basreliefs mit Szenen aus dem Leben des Heiligen. Er wurde zu einem Auftrag nach Turin beordert, wo er für den Vorplatz des Palazzo Madama eine Statue anfertigen sollte. Viel beachtet wird sein farbiges Marmorrelief „Jonas und der Fisch“ am Pfeiler der Kirche Santa Caterina von 1727. Sein letztes Werk war eine Statue für San Stanislao, die er nicht vollenden konnte, da er am 9. November 1727 starb. Er wurde in der Kapuzinergruft (Santa Maria della Pace) beigesetzt.